# Alberto Trama
Alberto Trama (22 marzo 1925 – 17 dicembre 2005) è stato un cestista e allenatore di pallacanestro argentino.

## Carriera
Da allenatore ha guidato allenato l'Argentina ai Campionati del mondo del 1964.